# Gordon Parks

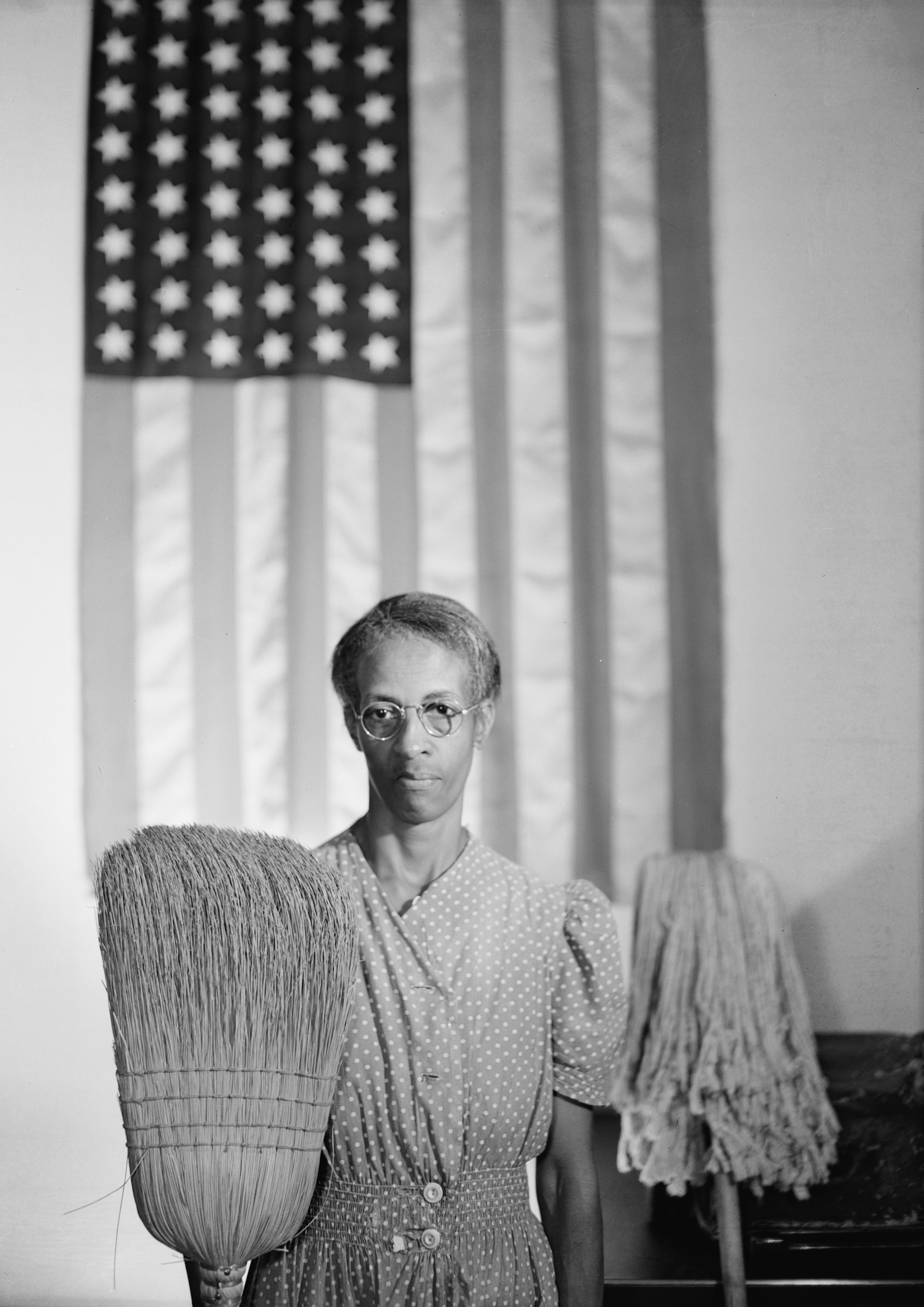
Parksův nejznámější snímek Americká gotika, Washington D. C. s Ellou Watsonovou

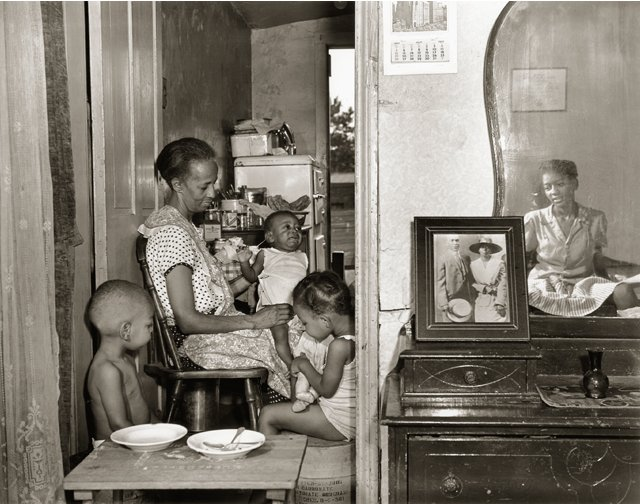
Jedna z Parksových pozdějších fotografií Ella Watsonová a její rodina

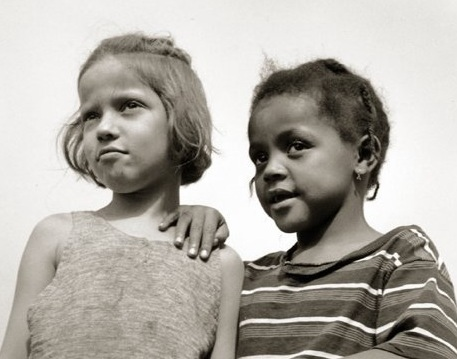
Dvě dívky v kempu Christmas Seals

Gordon Roger Alexander Buchanan Parks (30. listopadu 1912, Fort Scott, Kansas – 7. března 2006, New York) byl americký fotograf společnosti Farm Security Administration (FSA). Kromě toho byl ještě hudebníkem, básníkem, romanopiscem, novinářem, aktivistou a režisérem. Nejvíce jsou zmiňovány jeho fotografické eseje pro časopis Life a jeho film z roku 1971 Shaft, který režíroval.

## Fotografická kariéra
Ve 25 letech Parkse zaujaly fotografie migrujících pracovníků v časopise a koupil si v zastavárně první fotoaparát Voigtländer Brilliant za 12,50 dolarů.
Laboranti, kteří vyvolali Parksův první svitkový film, jeho práci ocenili, a vybídli jej, aby fotografoval módu v obchodu Frank Murphy's women's clothing v St. Paulu. Nezkušený Parks každý snímek pořídil dvojitou expozicí s výjimkou jednoho, ale právě ten padl do oka Joe Louisové, manželce boxera a mistra těžké váhy Marva Louise. Louisová doporučila Parksovi přestěhovat se do Chicaga, kde si vydělával fotografováním portrétů se zaměřením na společensky významné ženy.
Během příštích několika let Parks vystřídal celou řadu zaměstnání, na volné noze se jako doplňkové činnosti věnoval portrétní a módní fotografii. Začal pořizovat kroniku černého ghetta města South Side a v roce 1941 díky výstavě těchto fotografií členství ve společnosti FSA. Společnost FSA byla vytvořena v USA v roce 1935 v rámci New Deal. Jejím úkolem bylo v krizi pomáhat proti americké venkovské chudobě. FSA podporovalo skupování okrajových pozemků, práci na velkých pozemcích s moderními stroji a kolektivizaci. Vedle Parkse byli v sociologicko-dokumentárním programu této agentury zapojeni fotografové jako například Walker Evans, Dorothea Langeová, Roy Stryker, Arthur Rothstein nebo Ben Shahn. Ve spolupráci pod vedením Roye Strykera vytvořil řadu svých později známých fotografií, například Americká gotika, Washington, D.C. (pojmenované podle malby Granta Wooda se stejným názvem, na které je americký dům s gotickým oknem a před ním dva vysocí, štíhlí staříci s úzkou bradou). Na fotografii pózuje velmi štíhlá Afroameričanka Ella Watsonová, která pracovala jako uklízečka pro budovu FSA, jak stojí strnule před americkou vlajkou, v jedné ruce drží koště a ve druhé mop.
Parks se inspiroval k vytvoření tohoto portrétu poté, co si všiml opakovaného rasismu v restauracích a obchodech po svém příjezdu do Washingtonu. Když tento snímek viděl Stryker, prohlásil o něm, že je to obvinění Ameriky – a že by to mohlo způsobit, že všechny fotografy vyhodí z práce; a požádal Parkse, aby s Watsonovou dále spolupracoval. Tato souhra však vedla k sérii fotografií z jejího každodenního života. Parks sám později řekl, že jeho první snímek byl nedůvtipný a přehnaný, nicméně ostatní komentátoři tvrdili, že čerpal sílu ze svého polemického charakteru a duality oběti a zachráněného - a měl tak vliv na mnohem více lidí než pozdější portréty Watsonové.
Se vstupem USA do druhé světové války však nastala změna: projekt FSA dostal jiné jméno – Office of War Informations (OWI) – a také jiný program. Ve válce musela propaganda ukazovat, jak jsou Spojené státy silné a ne jaké mají potíže. V roce 1948, kdy FSA zanikla, byla dokonce snaha pořízené dokumenty zničit, aby nemohly být použity pro propagandu komunistickou.
Po rozpuštění FSA zůstal Parks ve Washingtonu jako korespondent OWI, ale v roce 1944 od spolupráce s touto institucí odstoupil. Přestěhoval se do Harlemu, kde se stal nezávislým módním fotografem pro časopis Vogue. Později se zúčastnil projektu společnosti Standard Oil (New Jersey), ve kterém fotografoval malá města a průmyslová centra. Jeho nejznámější nímky z tohoto období jsou Večeře doma u pana Hercula Browna, Somerville, Maine (1944); Grease Plant Worker, Pittsburgh, Pennsylvania (1946); Auto naložené nábytkem na dálnici (1945) a Ferry Commuters, Staten Island, N.Y. (1946).
Parks obnovil hledání fotografických pracovních míst v módním světě. Navzdory rasistických postojů své doby, editor Vogue Alexander Liberman jej najal k nasnímání kolekce večerních šatů. Parks fotografoval módu pro Vogue několik dalších let. Během té doby vydal své první dvě knihy Flash Photography (1947) a Camera Portraits: Techniques and Principles of Documentary Portraiture (1948).
V roce 1948 vyhrála jeho fotografická esej o mladém vůdci gangu v Harlemu a mohl tak získat zaměstnání jako fotograf a dopisovatel časopisu Life. Celých 20 let fotografoval na téma módy, sportu, divadla (Broadway Theatre), chudoby, rasové segregace nebo portrétů (Malcolm X, Stokely Carmichael, Muhammad Ali, Barbra Streisand). Jeho fotografická esej o chudém brazilském chlapci jménem Flavio da Silva, který umíral důsledkem podvýživy, zápalu plic a průdušek, přinesl dary, které zachránily chlapcovi život a zaplatily za nový domov pro jeho rodinu.

## Osobní život
Parks se narodil ve Fort Scott v Kansasu jako syn Sarah (roz. Rossová) a Jacksona Parksových. Byl třikrát ženatý a měl čtyři děti – Davida, Leslie a Toni Parks Parsons. Jeho nejstarší syn Gordon junior zemřel při leteckém neštěstí v roce 1979.

## Galerie

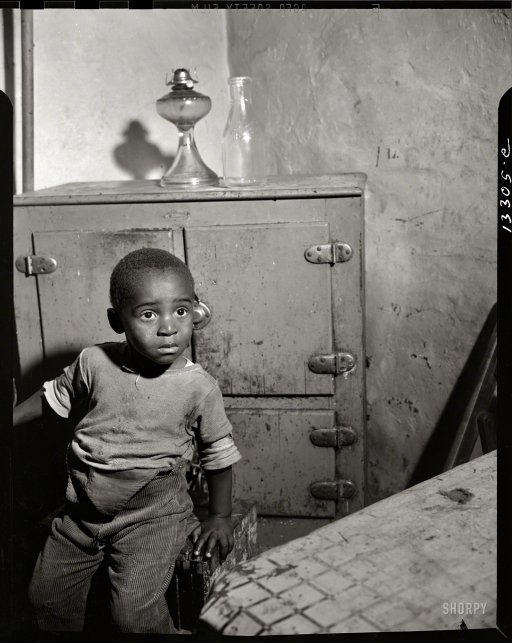
A young boy who lives near the nation's capitol, červen 1942
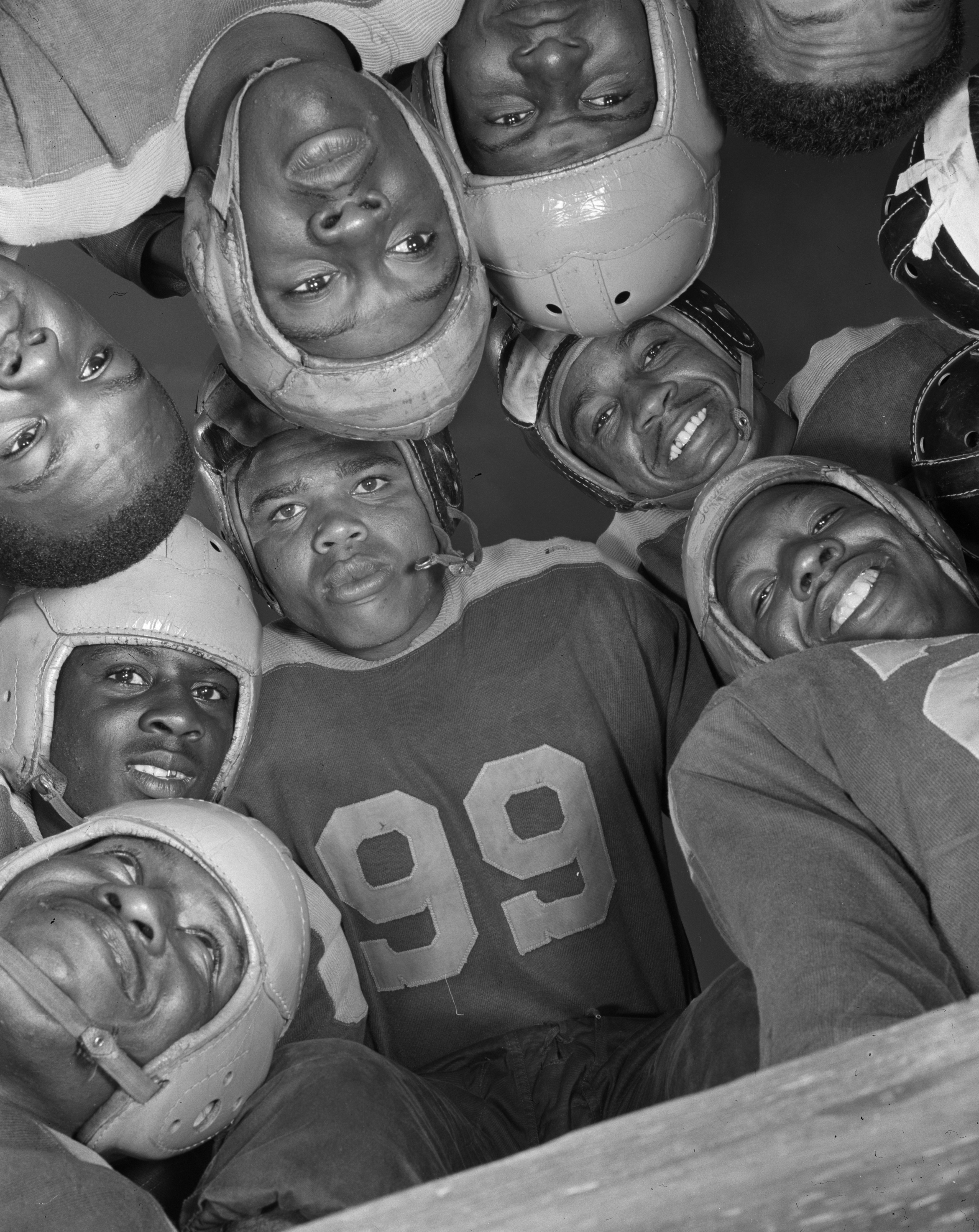
Daytona Beach, Florida. Bethune-Cookman College. Football is the favorite sport, 1943
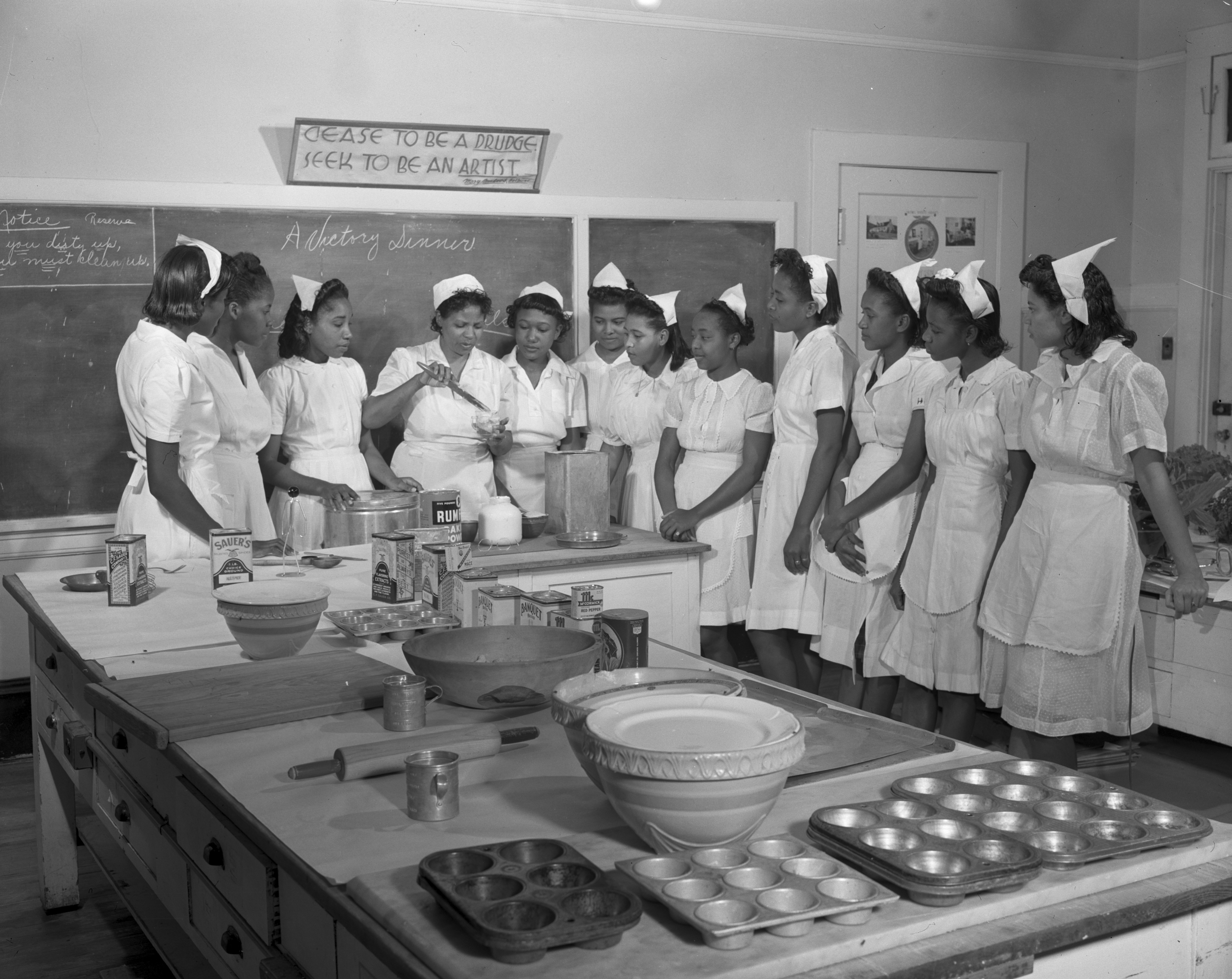
Daytona Beach, Florida. Bethune-Cookman College. Home economic students learning how to make good bread, 1943
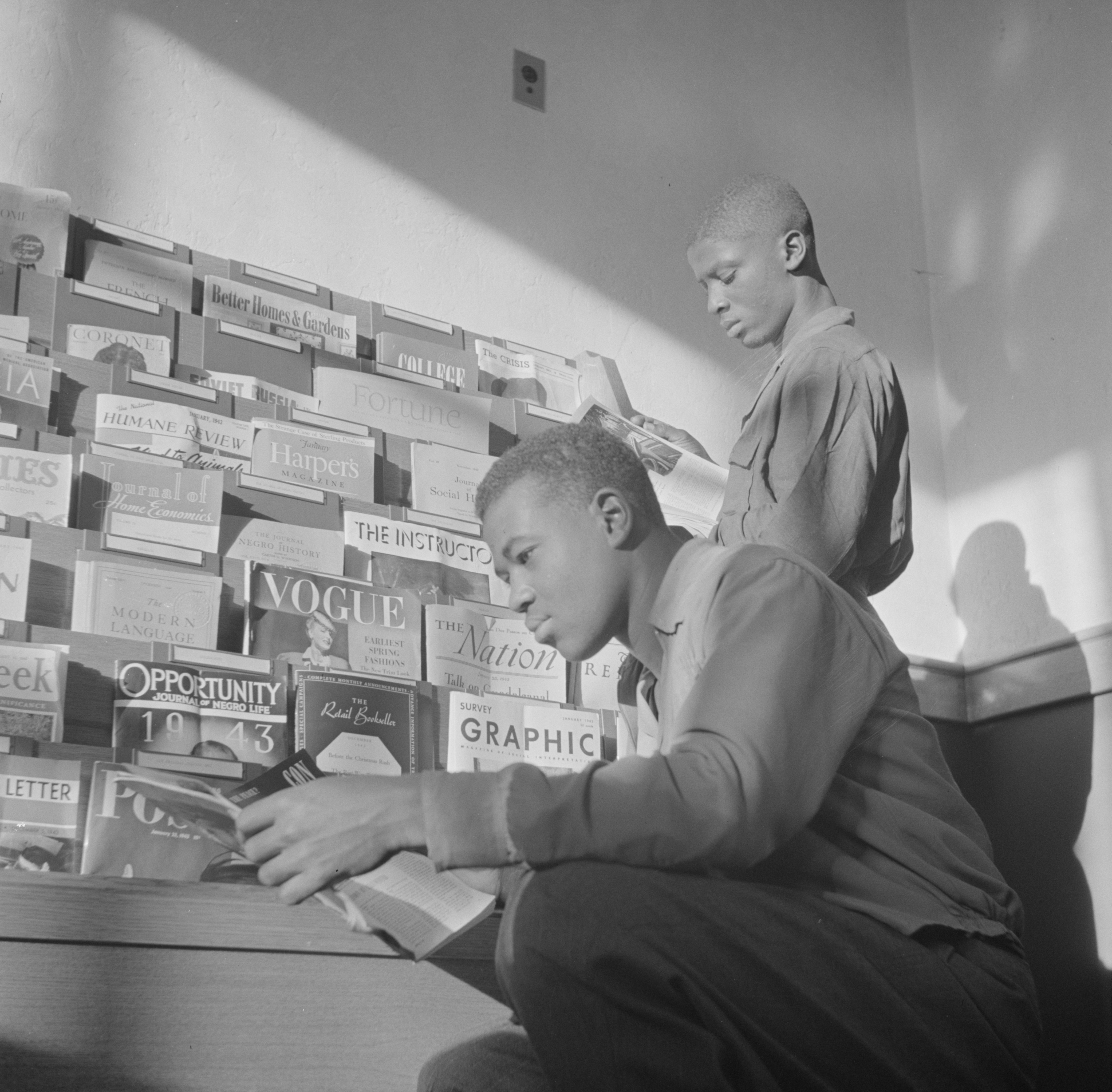
Daytona Beach, Florida. Bethune-Cookman College. Students in the library reading room, 1943
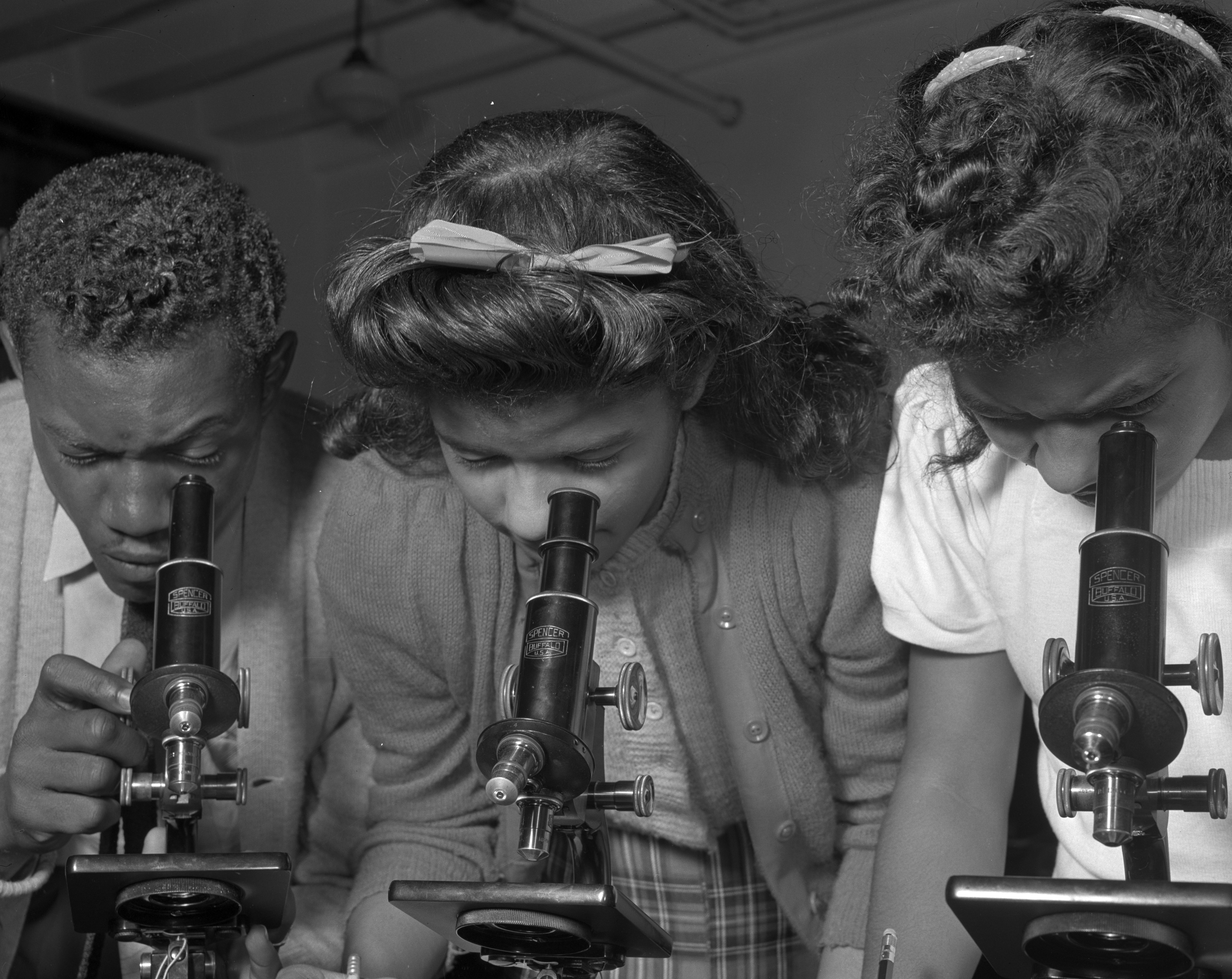
Daytona Beach, Florida. Bethune-Cookman College. Students using microscopes, únor 1943
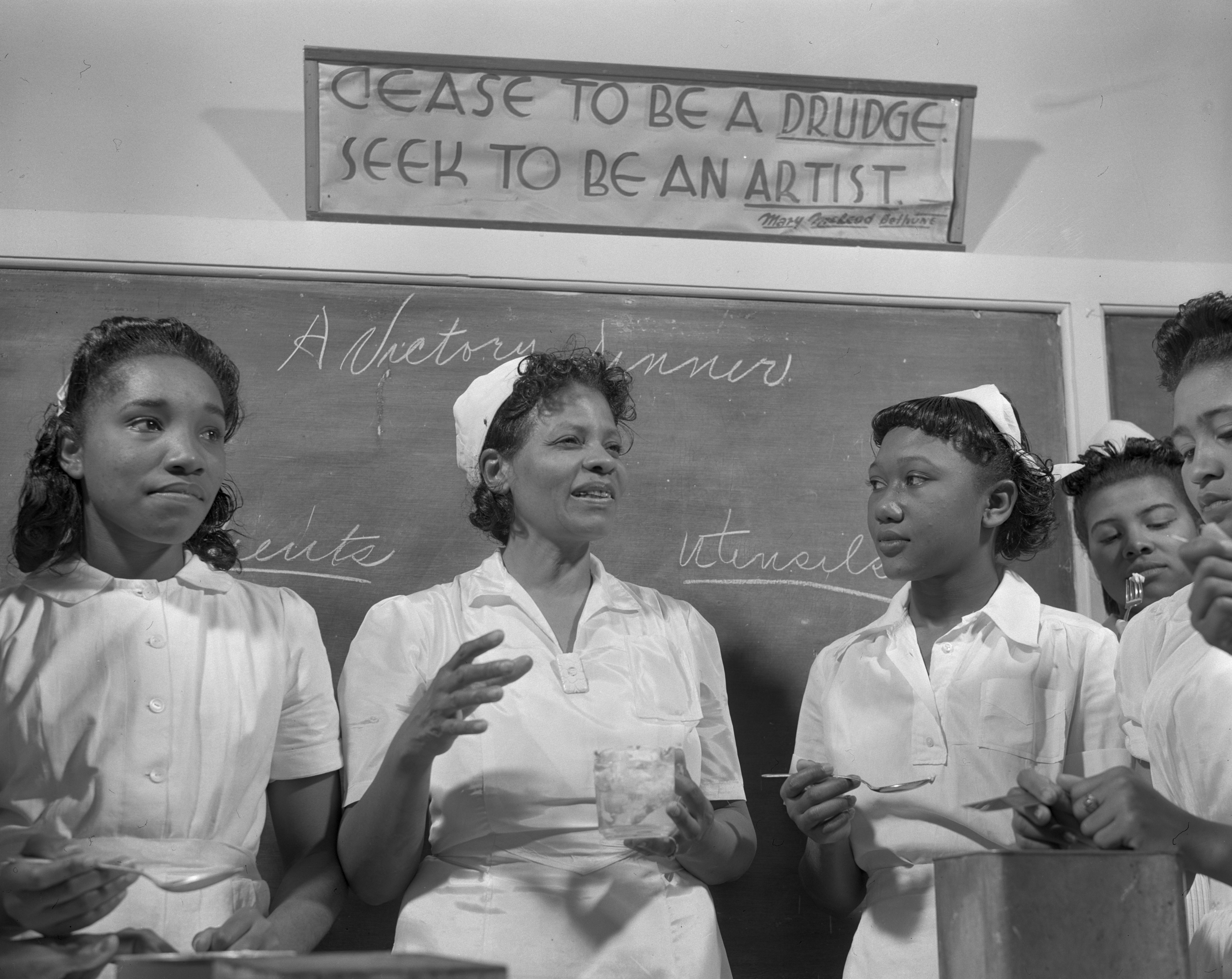
Daytona Beach, Florida. Students in the home economics class, 1943
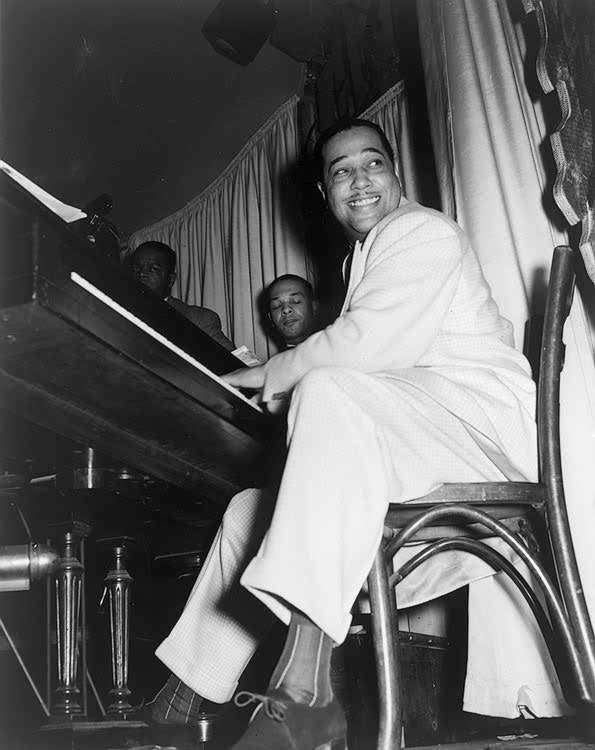
Duke Ellington at the Hurricane Club, 1943
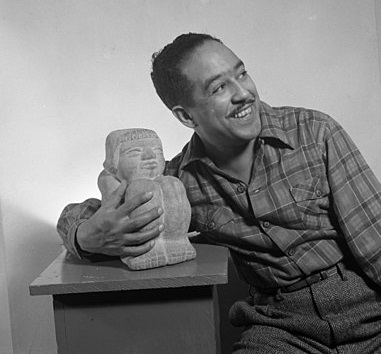
Spisovatel a aktivista Langston Hughes, 1943
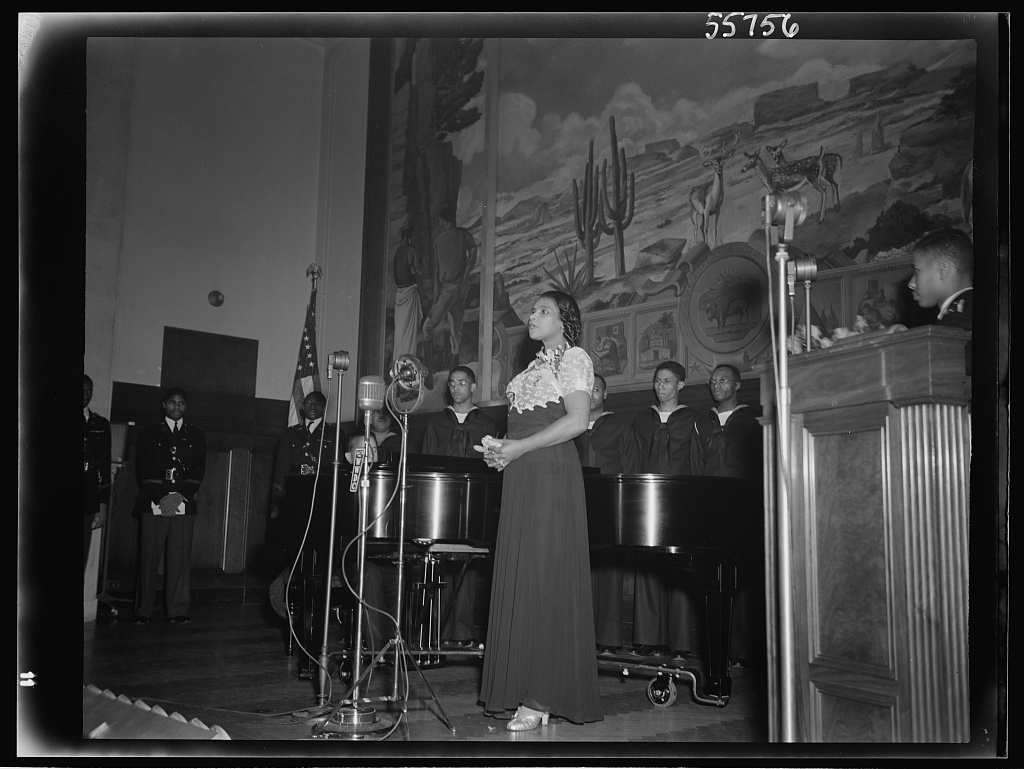
Marian Anderson at the ceremony held in the auditorium of the U.S. Department of the Interior at the dedication of a mural painting commemorating a free public concert given by her on the steps of the Lincoln Memorial on Easter Sunday, 1939
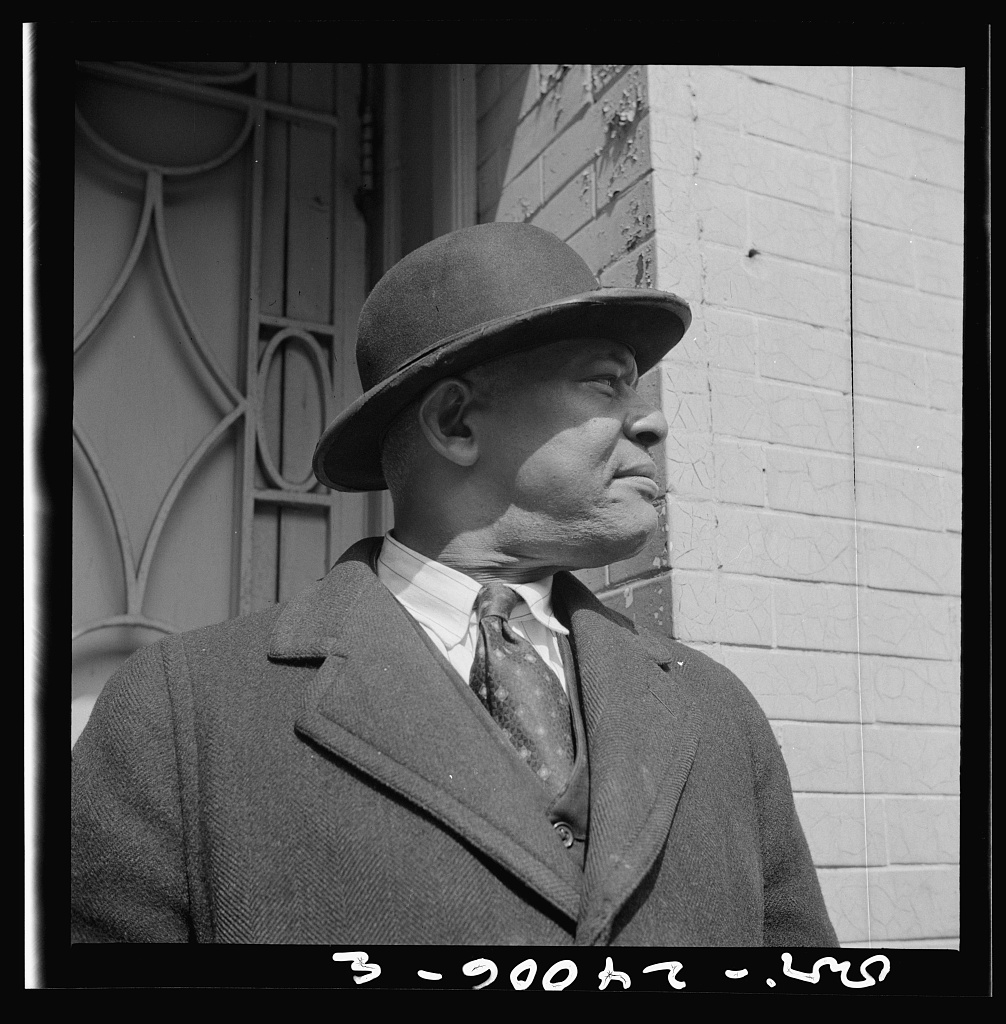
New York, New York. A follower of the late Marcus Garvey who started the "Back to Africa", duben 1943
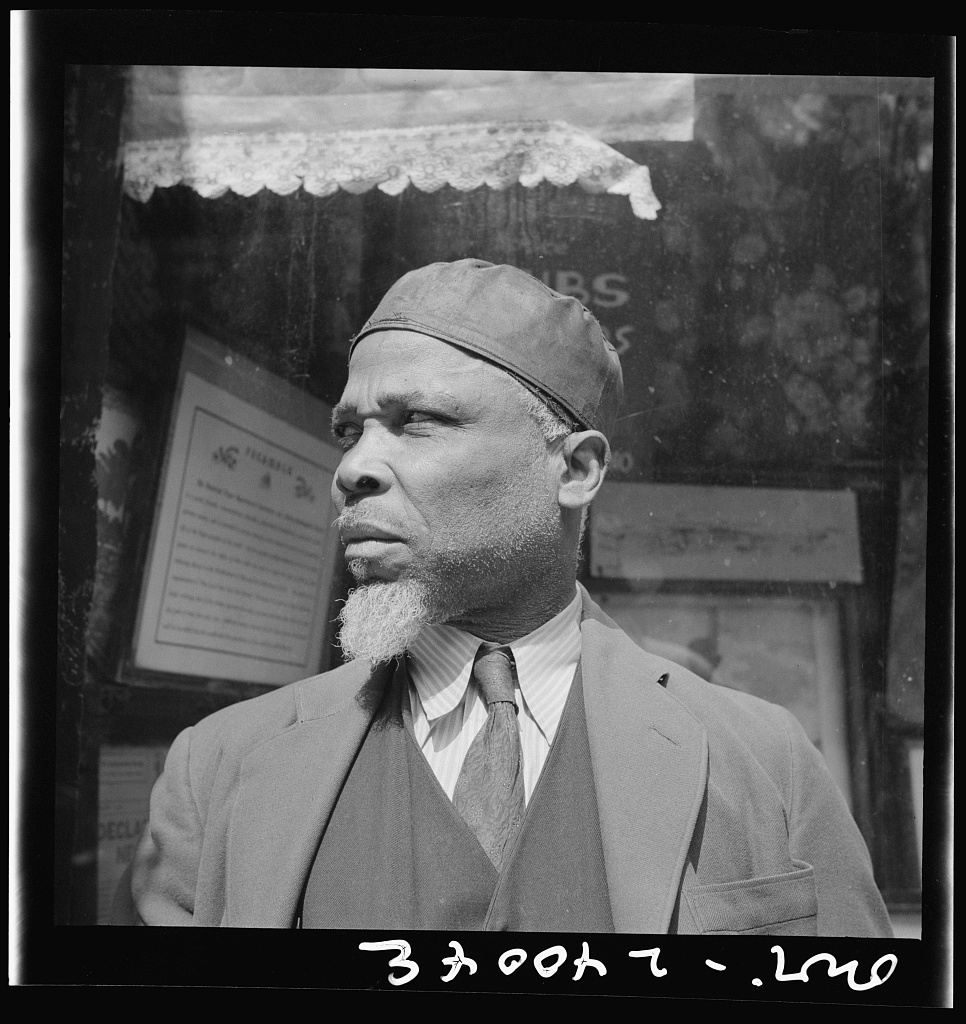
New York, New York. A follower of the late Marcus Garvey who started the "Back to Africa" movement, duben 1943
New Britain, Connecticut. Mrs. Dorthy Bell, Irish-German descent, 27 let, matka dvou dětí, employed at the American Railway Express Company, sorting packages, weighing them, etc., earns seventy-nine and one-half cents per hour
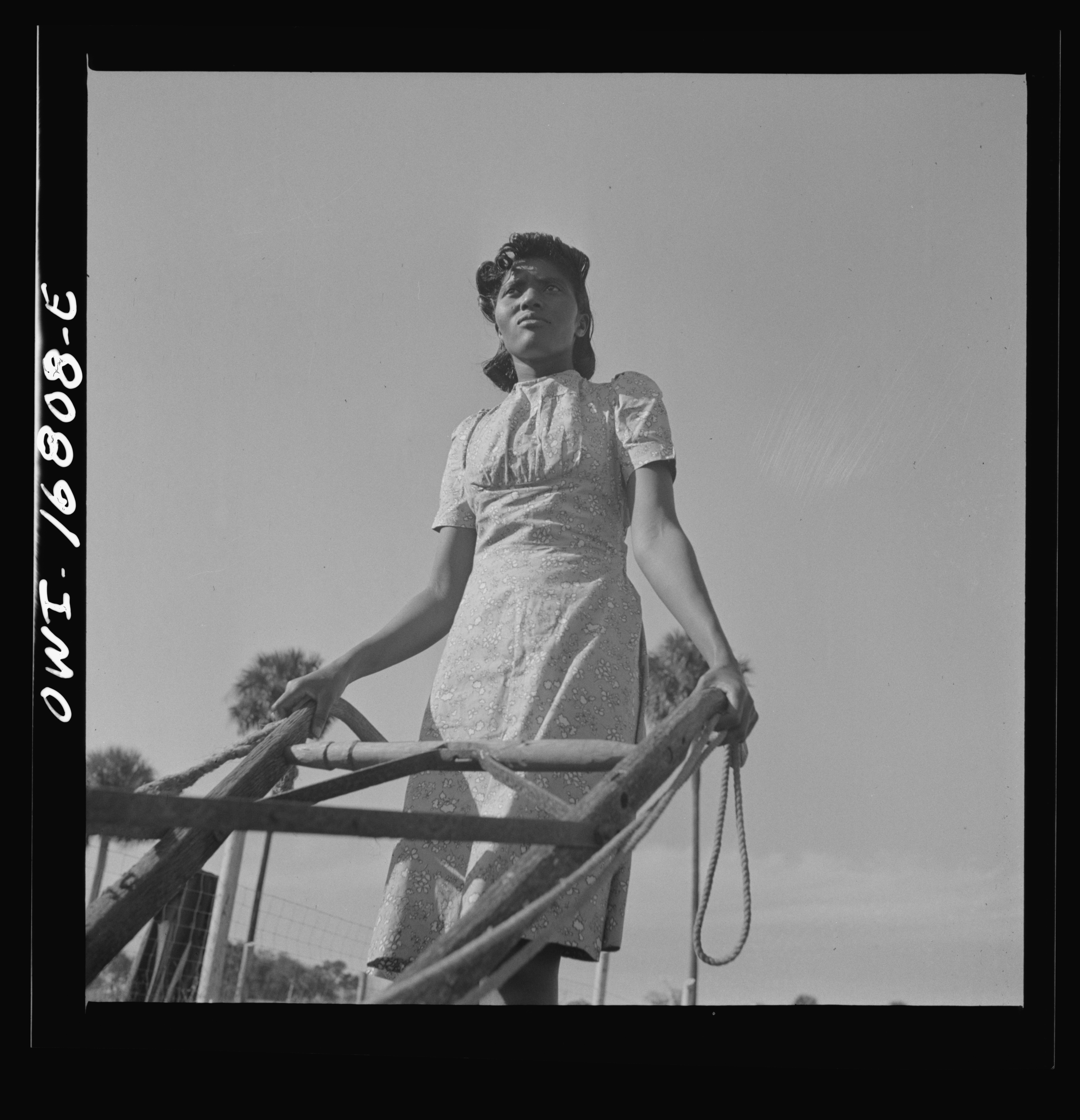
Daytona Beach, Florida. Bethune-Cookman College. Student on the agricultural school farm, únor 1943
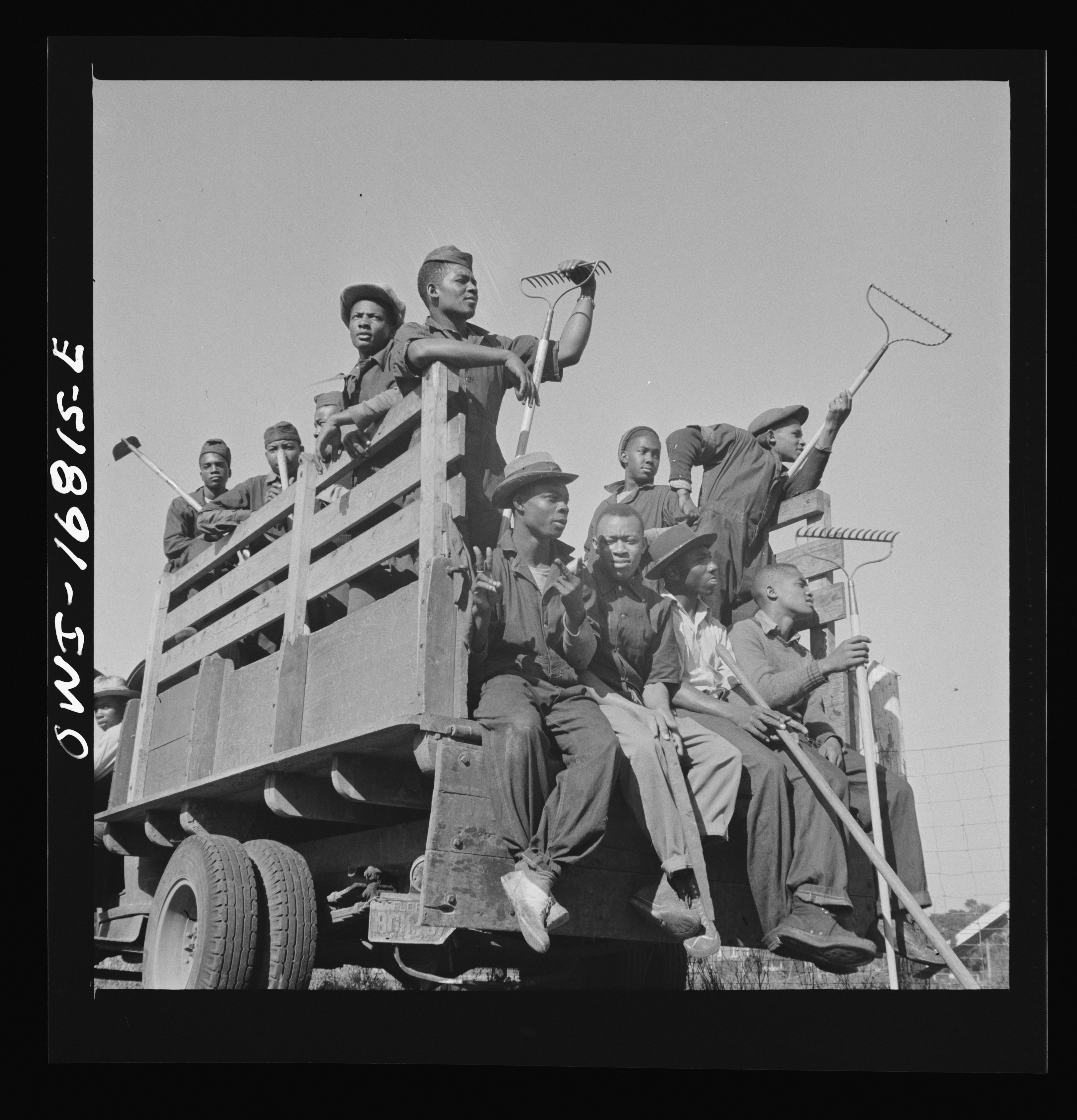
Daytona Beach, Florida. Bethune-Cookman College. Students waiting to be taken to the agricultural school farm where they will learn modern methods, únor 1943